# دانشگاه ایالتی ساترن پلی‌تکنیک
دانشگاه ایالتی ساترن پلی‌تکنیک (به انگلیسی: Southern Polytechnic State University) یکی از دانشگاه‌های فنی مهندسی ایالات متحده آمریکا بوده و در شهر ماریتا (در نزدیکی شهر آتلانتا) در ایالت جورجیا واقع است. این دانشگاه در سال ۱۹۴۸ تأسیس شده‌است و در زمینه رشته‌های فنی و مهندسی از، معتبرترین دانشگاه‌های ایالات جورجیا به شمار می‌آید به طوری که در جامعه مهندسین آمریکا (به انگلیسی: American Society for Engineering Education) به عنوان رتبه سوم دانشگاه در بیشترین تعداد رشته‌های تکنولوژی مهندسی در سطح آمریکا شناخته شده‌است.